# مجموعه مسجد و آب‌انبار خفر
مجموعه مسجد و آب انبار خفر مربوط به دوره صفوی است و در شهرستان نطنز، بخش مرکزی، دهستان کرکس، روستای خفر واقع شده و این اثر در تاریخ ۲۲ آبان ۱۳۸۶ با شمارهٔ ثبت ۱۹۸۵۴ به‌عنوان یکی از آثار ملی ایران به ثبت رسیده است.